# Frank Kruse
Frank Kruse (* 4. Mai 1968 in Hamburg) ist ein deutscher Sounddesigner und Tonmeister.

## Leben
Nach ersten musikalischen Versuchen als Kind (zunächst Klavier- und später Jazzunterricht an der Deutschen Schule in Tokyo Yokohama bis 1981) spielte er während der Schulzeit in diversen Bands und entschloss sich 1986 nach dem Abitur am technischen Gymnasium in Bad Oldesloe für eine Karriere als autodidaktischer Berufs- und Studiomusiker.
Seit 1986 wohnt er in Berlin, wo er zunächst das Studium der Elektrotechnik an der TU Berlin begann, um sich 1991 an der HFF Konrad Wolf in Potsdam im Studiengang Ton einzuschreiben.
Kruse beendete 1999 erfolgreich das Studium des Diplom-Toningenieur  an der HFF Konrad Wolf und arbeitet seit 1996 als Aufnahmetonmeister am Set (Kino) und als Sounddesigner für Kinofilme.
Sein gestalterisches Schaffen ist beeinflusst von Walter Murch und den frühen Arbeiten von René Levert (s. a. Godard).
Er ist Mitbegründer der BVFT und Mitglied des  VDT  sowie Mitglied der Deutschen Filmakademie.

## Filmografie (Auswahl)
- 1999: Sonnenallee
- 2000: Freunde
- 2001: Große Mädchen weinen nicht
- 2002: Fetish (Deutscher Kurzfilmpreis 2002)
- 2002: Equilibrium
- 2002: September
- 2003: Good Bye Lenin!
- 2003: 7 Brüder
- 2004: Die Nacht singt ihre Lieder
- 2005: Mouth to Mouth
- 2005: One Day in Europe
- 2005: D´Annunzios Höhle
- 2005: Regentonne – GATS
- 2006: Ein Freund von mir
- 2006: Die Luftbrücke – Nur der Himmel war frei
- 2006: Das Parfum – Die Geschichte eines Mörders
- 2007: Die drei Räuber
- 2009: Glückliche Fügung
- 2009: The International
- 2010: Zeiten ändern dich
- 2010: Drei
- 2012: Cloud Atlas
- 2013: Rush – Alles für den Sieg
- 2014: A Most Wanted Man
- 2014: Miss Sixty
- 2014: Citizenfour
- 2015: Colonia Dignidad – Es gibt kein Zurück
- 2015: Im Herzen der See
- 2016: Ein Hologramm für den König
- 2016: Assassin’s Creed
- 2018: Suspiria
- 2018: Outlaw King
- 2019: Das Vorspiel
- 2020: His House
- 2021: Tides
- 2021: Gunpowder Milkshake
- 2021: Matrix Resurrections
- 2022: Im Westen nichts Neues
- 2024: September 5

## Auszeichnungen
- 2007: Deutscher Filmpreis 2007 in der Kategorie Beste Tongestaltung für Das Parfum
- 2008: Nominierung für den Deutschen Filmpreis 2008 in der Kategorie Beste Tongestaltung für Die drei Räuber
- 2011: Nominierung für den Deutschen Filmpreis 2011 in der Kategorie Beste Tongestaltung für Drei
- 2013: Nominierung für den Deutschen Filmpreis 2013 in der Kategorie Beste Tongestaltung für Cloud Atlas
- 2014: Nominierung für den BAFTA-Award 2014 in der Kategorie Best Sound für Rush
- 2015: Nominierung für den Deutschen Filmpreis 2015 in der Kategorie Beste Tongestaltung für Citizenfour
- 2016: Deutscher Filmpreis 2016 in der Kategorie Beste Tongestaltung für Ein Hologramm für den König
- 2016: Nominierung für den Deutschen Filmpreis 2016 in der Kategorie Beste Tongestaltung für Colonia Diginidad
- 2021: Nominierung für den Deutschen Filmpreis 2021 in der Kategorie Beste Tongestaltung für Tides
- 2023: BAFTA-Award 2023 in der Kategorie Best Sound für Im Westen nichts Neues
- 2023: Nominierung für den Oscars 2023 in der Kategorie Best Sound für Im Westen nichts Neues
- 2023: Deutscher Filmpreis in der Kategorie Beste Tongestaltung für Im Westen nichts Neues
- 2025: Deutscher Filmpreis in der Kategorie Beste Tongestaltung für September 5